# Prsten
Prsten (en macédonien Прстен) est un village du sud-est de la Macédoine du Nord, situé dans la municipalité de Valandovo. Le village comptait 68 habitants en 2002.

## Démographie
Lors du recensement de 2002, le village comptait :
- Turcs : 68